# Josep Vilà i Gallego
Josep Vilà i Gallego (Barcelona, 1958) és un compositor i contrabaix.
És un dels animadors de l'escena jazzística de València, on resideix des de molt jove. Es formà amb una llarga sèrie d'estudis i cursos de perfeccionament de tècnica instrumental. Ha participat en festivals de jazz a Andorra, Getxo, València i Saragossa. Ha realitzat gran quantitat d'actuacions, ha col·laborat amb músics tan destacats com Daniel Humair, Donald Harrison i ha format part de grups com Flying Colors, Jamboree. Ha creat un conjunt estable dirigit per ell mateix, el Jordi Vilà i els seus amics, amb el qual ha editat dos discos; ha obtingut diversos guardons, entre els quals cal esmentar el segon premi del Festival Internacional de Getxo de 1991.

## Obres
- La casita
- La dama del espejo
- Blues para Rita